# Reece Wilson
Reece Wilson, né le 11 juin 1996, est un cycliste britannique spécialiste de la descente. Il est champion du monde de descente 2020.

## Palmarès en VTT

### Championnats du monde
- Leogang 2020
  -  Champion du monde de descente

### Coupe du monde
- Coupe du monde de descente
  - 2017 : 52e du classement général
  - 2018 : 18e du classement général
  - 2019 : 18e du classement général
  - 2020 : 52e du classement général
  - 2021 : 5e du classement général, vainqueur d'une manche
  - 2024 : 20e du classement général